# Toro Muerto
Toro Muerto è una raccolta di antichi petroglifi, ritrovati nella provincia di Castilla, nella regione Arequipa, in Perù. Il sito contiene circa 3000 rocce vulcaniche con petroglifi risalenti alla cultura Huari, attiva dal 500 al 1000 a.C. Il Huari era una civiltà Precolombiana che fiorì nelle Ande sud-centrali e nell'area costiera del Perù.